# 穆龍貝
穆龍貝是馬達加斯加的城市，由阿齊莫-安德列發那區負責管轄，位於該國西北部，海拔高度5米，在1960年前是該國的棉豆主要出產地，市內有機場設施。